# Fête mobile
Dans le christianisme, une fête mobile est une fête célébrée à des dates différentes suivant les années. Les plus importantes de ces fêtes se produisent à un nombre fixe de jours avant ou après Pâques, dont la date varie sur une période de 40 jours au fil des ans. Dans le christianisme oriental, ces fêtes mobiles forment le temps pascal.
La plupart des autres fêtes religieuses, particulièrement celles des saints, sont des fêtes fixes célébrées à une même date chaque année. Toutefois, certains rituels sont effectués lors de jours de la semaine particuliers, et se produisent ainsi de façon mobile indépendamment de la date de Pâques. Par exemple, le début de l'Avent est placé au dimanche le plus proche du 30 novembre. De plus, certaines célébrations de fêtes fixes peuvent être déplacées de quelques jours si elles entrent en conflit avec la date d'une fête mobile plus importante.

## Fêtes mobiles chrétiennes
Le tableau suivant recense les fêtes mobiles dans la liturgie chrétienne.
| Fête                      | Date                                             | Notes | 2007       | 2008       | 2009        | 2010       | 2011       | 2012       | 2013       | 2014       |
| ------------------------- | ------------------------------------------------ | --- | ---------- | ---------- | ----------- | ---------- | ---------- | ---------- | ---------- | ---------- |
| Triodion                  | Période de 70 jours avant Pâques                 | Églises orthodoxe et des trois conciles, grecque-catholique                                                                       | 28 janvier | 13 janvier | 1er février | 24 janvier | 13 février | 29 janvier | 20 janvier | 9 février  |
| Septuagésime              | 63 jours avant Pâques (9e dimanche avant Pâques) | Calendrier pré–Vatican II | 4 février  | 20 janvier | 8 février   | 31 janvier | 20 février | 5 février  | 27 janvier | 16 février |
| Samedi des âmes (en)      | 57 jours avant Pâques                            | Églises orthodoxe et des trois conciles, grecque-catholique                                                                       | 10 février | 26 janvier | 14 février  | 6 février  | 26 février | 11 février | 2 février  | 22 février |
| Sexagésime                | 56 jours avant Pâques (8e dimanche avant Pâques) | Calendrier pré–Vatican II | 11 février | 27 janvier | 15 février  | 7 février  | 27 février | 12 février | 3 février  | 23 février |
| Quinquagésime             | 49 jours avant Pâques (7e dimanche avant Pâques) | Calendrier pré–Vatican II | 18 février | 3 février  | 22 février  | 14 février | 6 mars     | 19 février | 10 février | 2 mars     |
| Lundi pur                 | 48 jours avant Pâques                            | Aussi appelé « Lundi gras » | 19 février | 4 février  | 23 février  | 15 février | 7 mars     | 20 février | 11 février | 3 mars     |
| Mardi gras                | 47 jours avant Pâques                            | Christianisme occidental ; techniquement, il ne s'agit pas d'une fête faisant partie d'un calendrier liturgique                   | 20 février | 5 février  | 24 février  | 16 février | 8 mars     | 21 février | 12 février | 4 mars     |
| Mercredi des Cendres      | 46 jours avant Pâques                            | Christianisme occidental ; il ne s'agit pas à proprement parler d'une fête, mais d'un jeûne                                       | 21 février | 6 février  | 25 février  | 17 février | 9 mars     | 22 février | 13 février | 5 mars     |
| Dimanche de l'Orthodoxie  | 42 jours avant Pâques                            | Églises orthodoxe et des trois conciles, grecque-catholique                                                                       | 25 février | 10 février | 1er mars    | 21 février | 13 mars    | 26 février | 17 février | 9 mars     |
| People's Sunday (en)      | 41 jours avant Pâques                            | À Malte | 26 février | 11 février | 2 mars      | 22 février | 14 mars    | 27 février | 18 février | 10 mars    |
| Mothering Sunday          | 21 jours avant Pâques                            | Anglicanisme | 18 mars    | 2 mars     | 22 mars     | 14 mars    | 3 avril    | 18 mars    | 10 mars    | 30 mars    |
| Dimanche de la Passion    | 14 jours avant Pâques                            | Anglicanisme | 25 mars    | 9 mars     | 29 mars     | 21 mars    | 10 avril   | 25 mars    | 17 mars    | 6 avril    |
| Samedi de Lazare          | 8 jours avant Pâques                             | Églises orthodoxe et des trois conciles, grecque-catholique                                                                       | 31 mars    | 15 mars    | 4 avril     | 27 mars    | 16 avril   | 31 mars    | 23 mars    | 12 avril   |
| Dimanche des Rameaux      | 7 jours avant Pâques                             | | 1er avril  | 16 mars    | 5 avril     | 28 mars    | 17 avril   | 1er avril  | 24 mars    | 13 avril   |
| Jeudi saint               | 3 jours avant Pâques                             | | 5 avril    | 20 mars    | 9 avril     | 1er avril  | 21 avril   | 5 avril    | 28 mars    | 17 avril   |
| Vendredi saint            | 2 jours avant Pâques                             | Techniquement un jeûne plus qu'une fête                                                                                           | 6 avril    | 21 mars    | 10 avril    | 2 avril    | 22 avril   | 6 avril    | 29 mars    | 18 avril   |
| Samedi saint              | 1 jour avant Pâques                              | | 7 avril    | 22 mars    | 11 avril    | 3 avril    | 23 avril   | 7 avril    | 30 mars    | 19 avril   |
| Pâques                    |                                                  | | 8 avril    | 23 mars    | 12 avril    | 4 avril    | 24 avril   | 8 avril    | 31 mars    | 20 avril   |
| Fête de saint Grégoire    | 3 jours après Pâques                             | À Malte | 11 avril   | 26 mars    | 15 avril    | 7 avril    | 27 avril   | 11 avril   | 3 avril    | 23 avril   |
| Quasimodo                 | 7 jours après Pâques                             | | 15 avril   | 30 mars    | 19 avril    | 11 avril   | 1er mai    | 15 avril   | 7 avril    | 27 avril   |
| Radonitsa                 | 8 ou 9 jours après Pâques                        | Église orthodoxe | 16 avril   | 31 mars    | 20 avril    | 12 avril   | 2 mai      | 16 avril   | 8 avril    | 28 avril   |
| Ascension                 | 39 jours après Pâques                            | | 17 mai     | 1er mai    | 21 mai      | 13 mai     | 2 juin     | 17 mai     | 9 mai      | 29 mai     |
| Pentecôte                 | 49 jours après Pâques                            | | 27 mai     | 11 mai     | 31 mai      | 23 mai     | 12 juin    | 27 mai     | 19 mai     | 8 juin     |
| Lundi de Pentecôte        | 1 jour après la Pentecôte, 50 jours après Pâques | | 28 mai     | 12 mai     | 1er juin    | 24 mai     | 13 juin    | 28 mai     | 20 mai     | 9 juin     |
| Fête de la Sainte Trinité | 56 jours après Pâques                            | Christianisme occidental | 3 juin     | 18 mai     | 7 juin      | 30 mai     | 19 juin    | 3 juin     | 26 mai     | 15 juin    |
| Toussaint                 | 56 jours après Pâques                            | Églises orthodoxe et des trois conciles, grecque-catholique ; dans le christianisme occidental, la fête est fixée au 1er novembre | 3 juin     | 18 mai     | 7 juin      | 30 mai     | 19 juin    | 3 juin     | 26 mai     | 15 juin    |
| Fête-Dieu                 | 60 jours après Pâques                            | Christianisme occidental | 7 juin     | 22 mai     | 11 juin     | 3 juin     | 23 juin    | 7 juin     | 30 mai     | 19 juin    |